# Championnat d'Europe masculin de rink hockey 1927
Navigation
Championnat d'Europe masculin 1926 Championnat d'Europe masculin 1928
Le Championnat d'Europe de rink hockey masculin 1927 est la deuxième édition de la compétition organisée par le Comité européen de rink hockey et réunissant les meilleures nations européennes. Cette édition a lieu à Montreux, en Suisse.
L'équipe d'Angleterre remporte pour la deuxième fois consécutive le titre européen de rink hockey.
En mars 1927, Montreux organise un tournoi de préparation réunissant les équipes de Manchester et de Novare.

## Participants
Six équipes prennent part à cette compétition.
- Allemagne
- Angleterre
- Belgique
- France
- Italie
- Suisse

## Résultats
| Rang | Équipe     | Pts | J | G | N | P | Bp | Bc | Diff |  | Résultats  |  |     |     |     |     |      |
| ---- | ---------- | --- | - | - | - | - | -- | -- | ---- |  | ---------- |  | --- | --- | --- | --- | ---- |
| 1    | Angleterre | 10  | 5 | 5 | 0 | 0 | 34 | 4  | +30  |  | Angleterre |  | 2-1 | 7-0 | 5-2 | 7-1 | 13-0 |
| 2    | France     | 7   | 5 | 3 | 1 | 1 | 23 | 11 | +12  |  | France     |  |     | 3-3 | 6-3 | 6-1 | 7-2  |
| 3    | Suisse     | 7   | 5 | 3 | 1 | 1 | 19 | 12 | +7   |  | Suisse     |  |     |     | 4-2 | 4-0 | 8-0  |
| 4    | Allemagne  | 4   | 5 | 2 | 0 | 3 | 20 | 15 | +5   |  | Allemagne  |  |     |     |     | 9-0 | 4-0  |
| 5    | Italie     | 2   | 5 | 1 | 0 | 4 | 5  | 26 | -21  |  | Italie     |  |     |     |     |     | 3-0  |
| 6    | Belgique   | 0   | 5 | 0 | 0 | 5 | 2  | 35 | -33  |  | Belgique   |  |     |     |     |     |      |